# Alatskivi
Alatskivi – miasteczko we wschodniej części Estonii, główne miasto gminy Alatskivi. Znajduje się 35 kilometrów na północny wschód od miasta Tartu. Na terenie miasta leży jezioro o tej samej nazwie.
Pierwsze ślady osadnictwa na tym terenie pochodzą z lat 9000-5000 p.n.e. (epoka kamienia). Wykopaliska świadczą o tym, że tereny te były nieprzerwanie zamieszkałe.
Główną atrakcją jest pałac zbudowany pod koniec XIX wieku na wzór szkockiego zamku Balmoral.

## Znani mieszkańcy
- Juhan Liiv (1864-1913) – poeta,
- baron Johan Cronman (1662-1737).

## Galeria

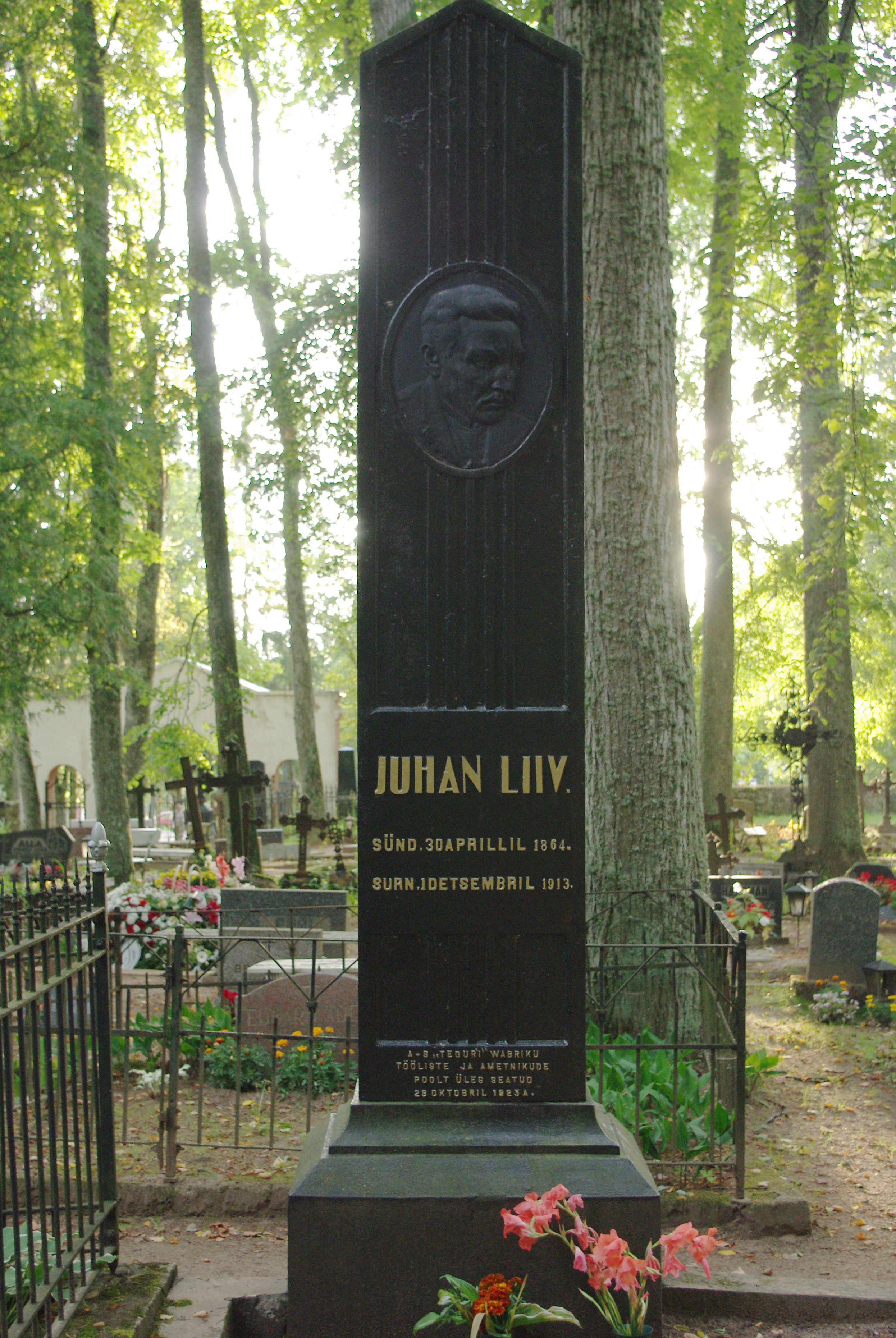
Grób Juhana Liiva
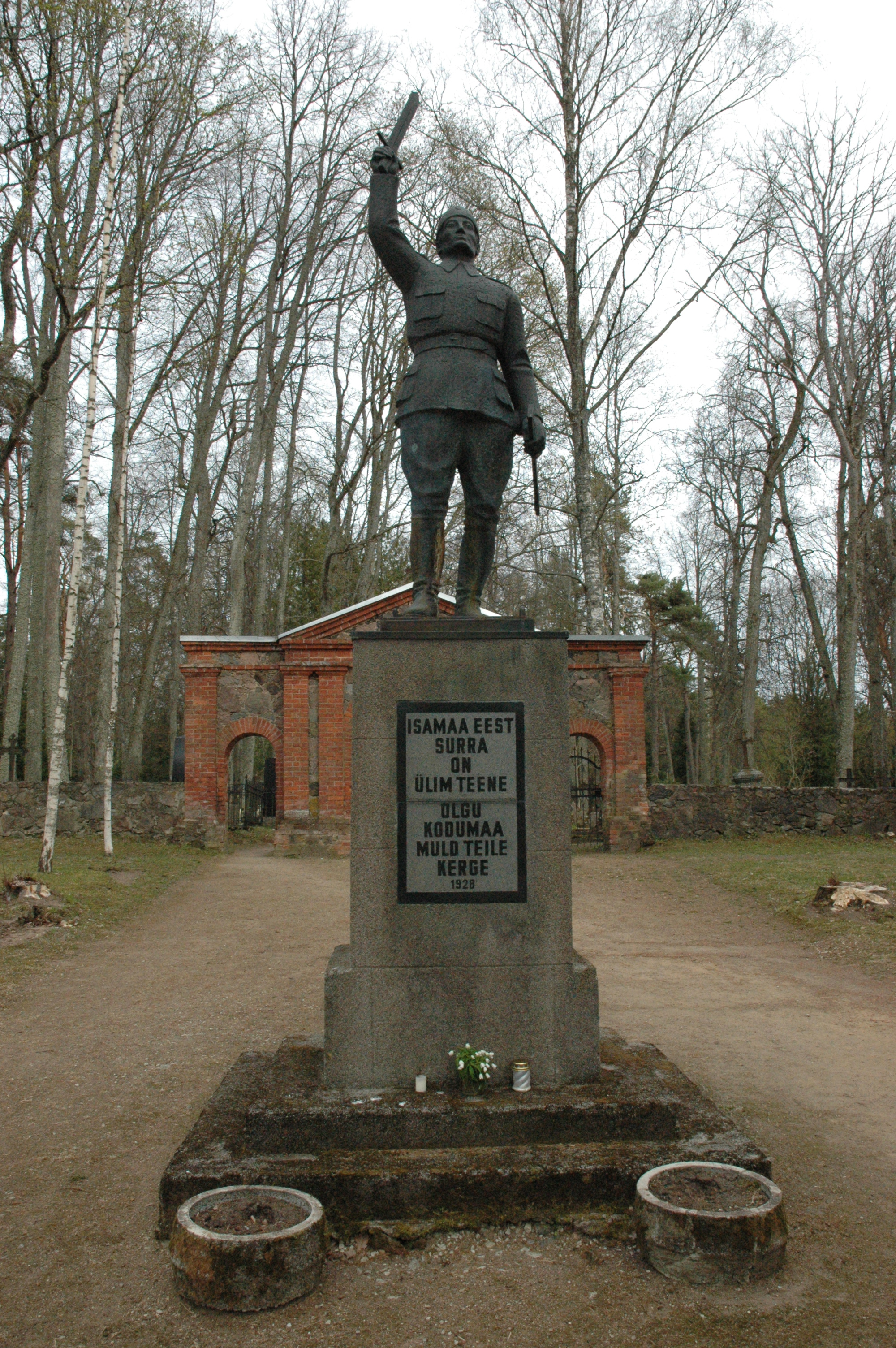
Pomnik
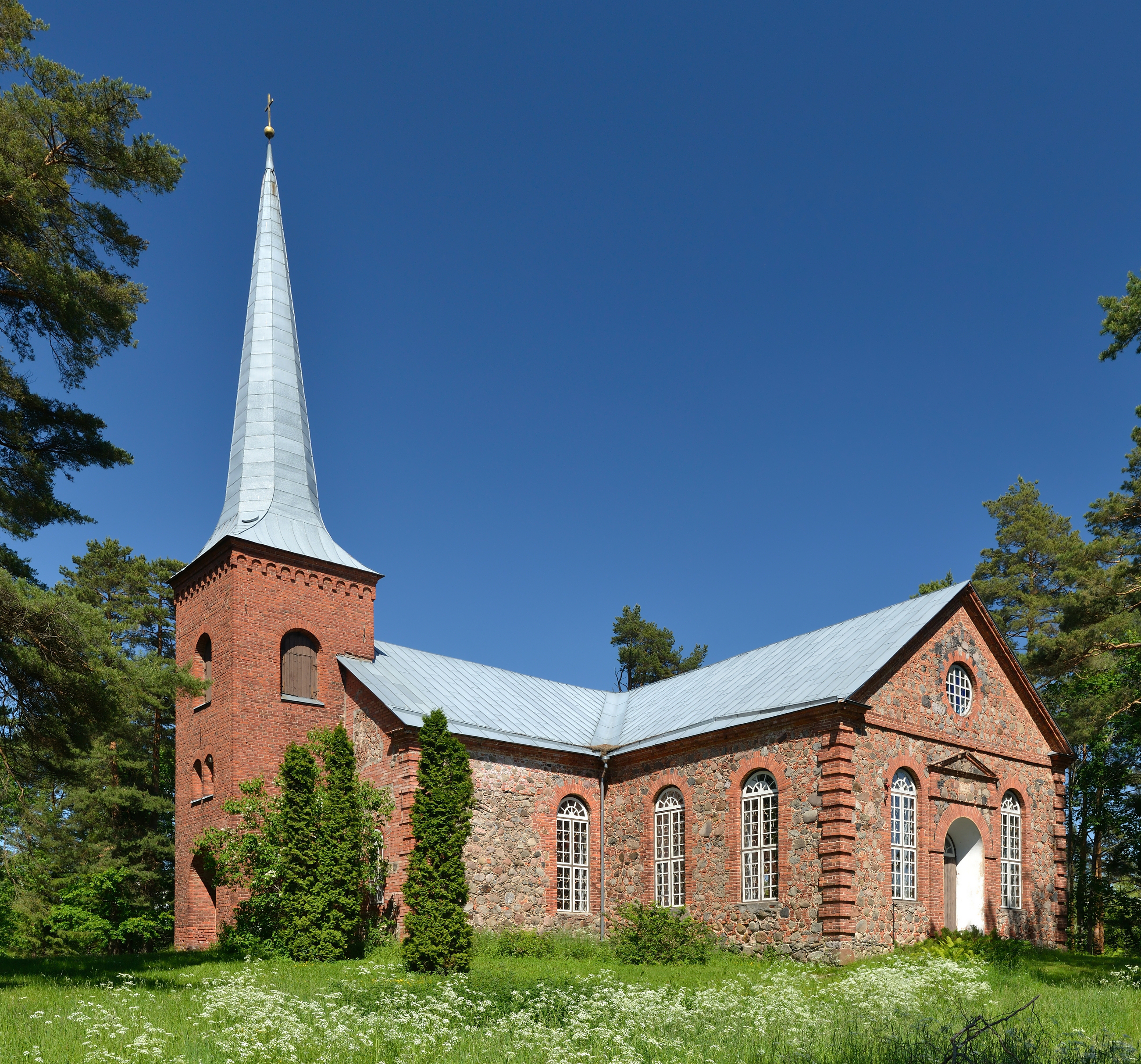
Kościół
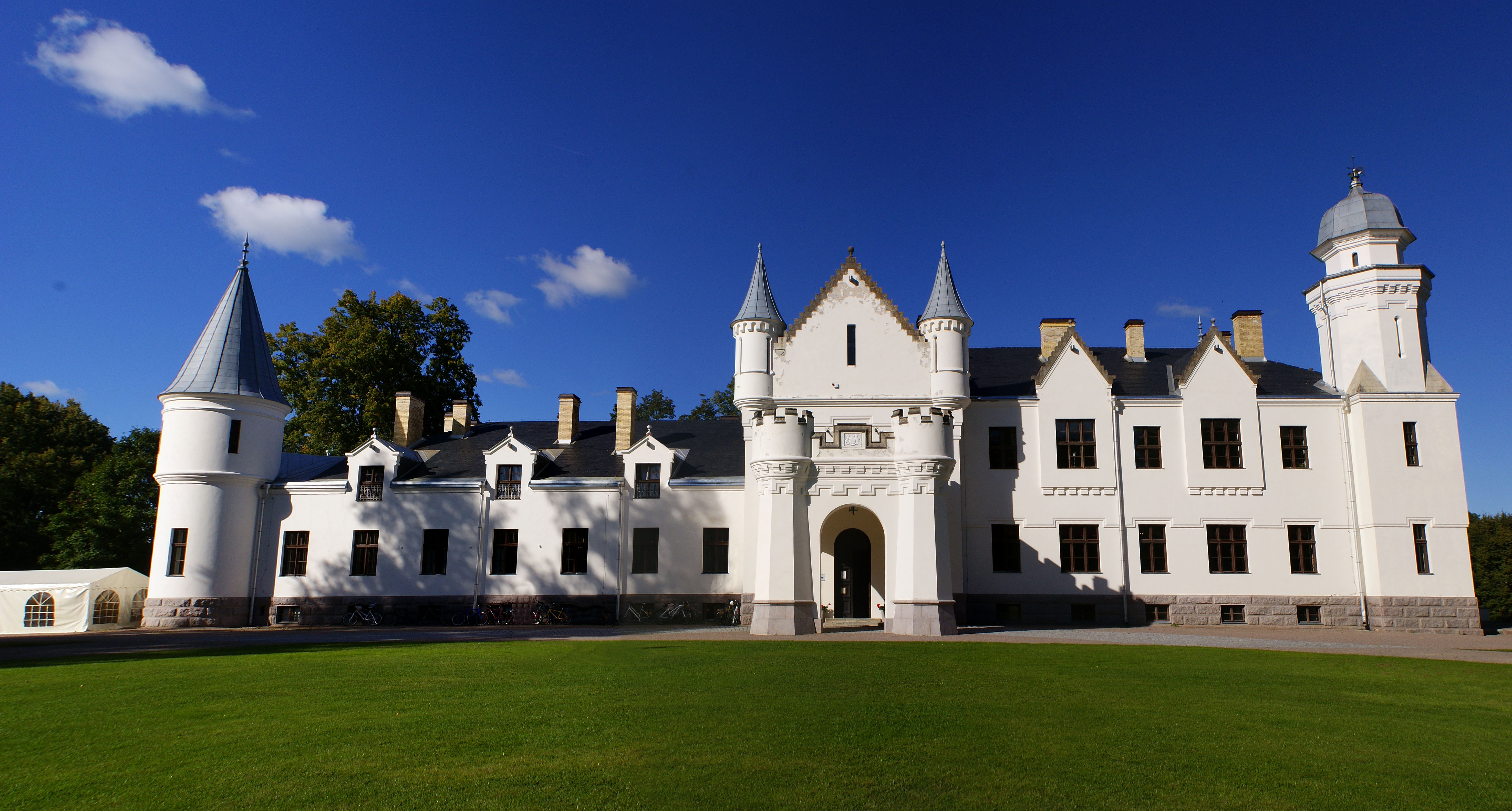
Zamek
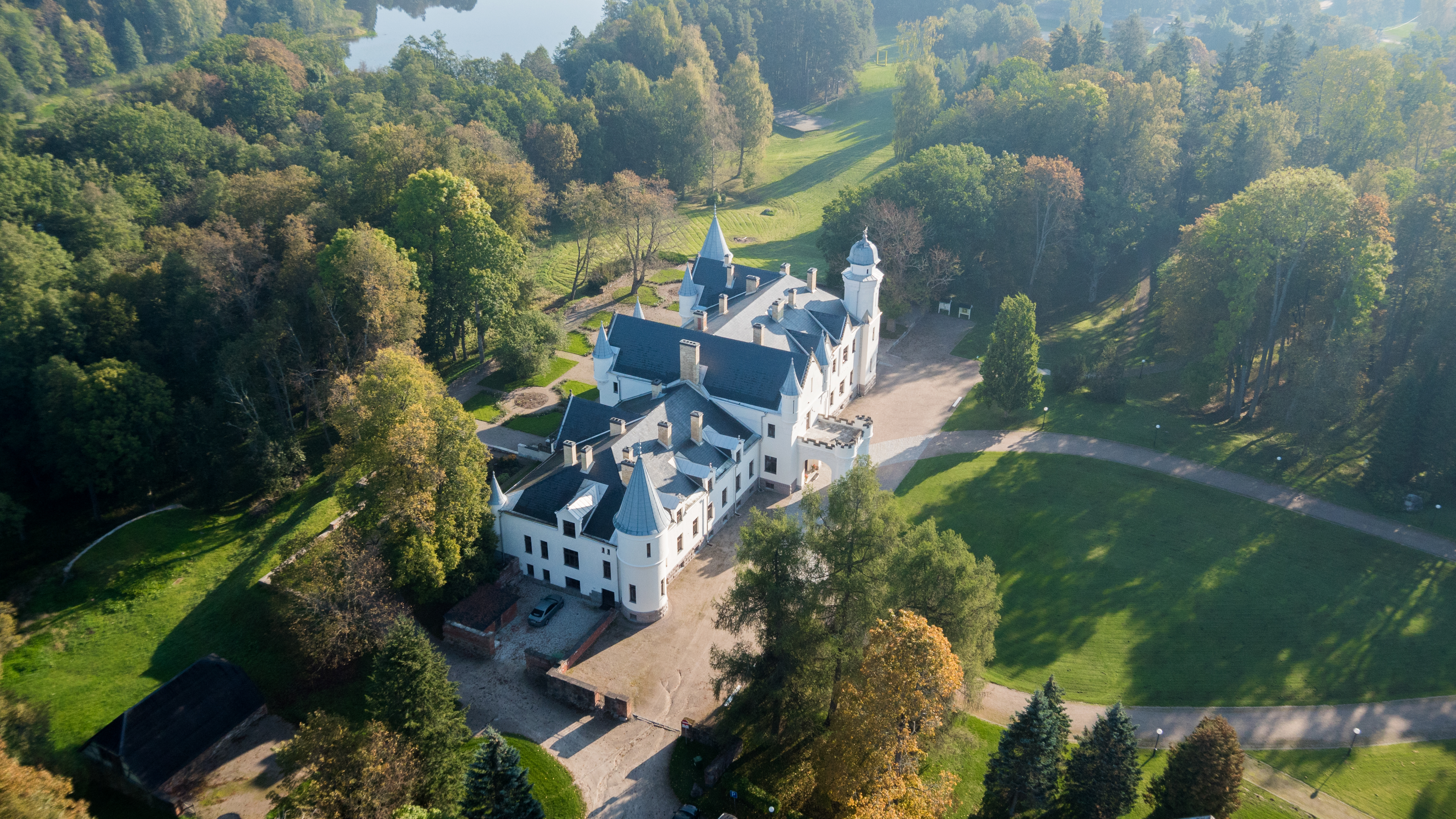
Zamek z lotu ptaka